# Bassus fortipes
Bassus fortipes är en stekelart som först beskrevs av Henry J. Reinhard 1867.  Bassus fortipes ingår i släktet Bassus och familjen bracksteklar. Inga underarter finns listade.